# Elizabeth Esty
Elizabeth Esty, née Elizabeth Henderson le 25 août 1959 à Oak Park (Illinois), est une femme politique américaine, représentante démocrate du Connecticut à la Chambre des représentants des États-Unis de 2013 à 2019.

## Biographie

### Carrière professionnelle et politique locale
Après des études à Harvard et à l'école de droit de Yale, Elizabeth Esty devient avocate. Elle siège au conseil municipal de Cheshire dans le Connecticut à partir de 2005.
En 2008, elle est élue de justesse à la Chambre des représentants du Connecticut face au républicain sortant Al Adinolfi. Le 103e district, dont elle est élue, englobe les villes de Cheshire, Hamden et Wallingford. Elle affronte à nouveau Adinolfi en 2010. La campagne se déroule en parallèle du procès du meurtre d'une femme et ses deux filles lors d'un cambriolage. Al Adinolfi l'attaque pour son opposition à la peine de mort. Elle perd l'élection de 140 voix.

### Représentante des États-Unis
Elle annonce en 2011 sa candidature à la Chambre des représentants des États-Unis dans le 5e district du Connecticut. Le démocrate sortant, Chris Murphy, se présente au Sénat des États-Unis. Elle fait campagne en faveur des énergies renouvelables et de la responsabilité fiscale. Dans la primaire démocrate, elle affronte l'ancien président de la Chambre basse du Connecticut Chris Donovan, considéré comme le favori. Donovan est touché par un scandale de financement illégal de campagne et Esty remporte la primaire avec environ 45 % des voix. La primaire est considérée comme l'une des plus méchantes et les plus chères de l'histoire de l'État. Dans un district compétitif, Elizabeth Esty affronte le républicain modéré Andrew Roraback lors de l'élection générale. Elle est élue avec 51,3 % des suffrages.
Elle est réélue en 2014 avec 53,2 % des voix contre 45,8 % au conservateur Mark Greenberg. En 2016, elle bat le conseiller municipal républicain de Sherman Clay Cope, rassemblant près de 58 % des suffrages.
Alors qu'elle est un soutien du mouvement MeToo, la presse révèle au printemps 2018 qu'Esty a attendu trois mois pour renvoyer son chef de cabinet, accusé de harcèlement sexuel et de menaces de mort à l'encontre d'une ancienne compagne également membre de l'équipe de la représentante, et de lui avoir signé une lettre de recommandation. De nombreux démocrates lui demandent alors de démissionner. Le 2 avril 2018, elle annonce qu'elle ne sera pas candidate à un nouveau mandat lors des élections de novembre.

## Positions politiques
Elizabeth Esty est une démocrate modérée, membre du groupe bipartisan No Labels. Elle est cependant progressiste sur les questions de société et d'environnement.

## Historique électoral

### Chambre des représentants des États-Unis
| Année | Elizabeth Esty | Républicain |
| ----- | -------------- | ----------- |
| Année |                |             |
| 2012  | 51,62 %        | 48,37 %     |
| 2014  | 53,24 %        | 45,84 %     |
| 2016  | 57,99 %        | 42,00 %     |